# Burlington Heights

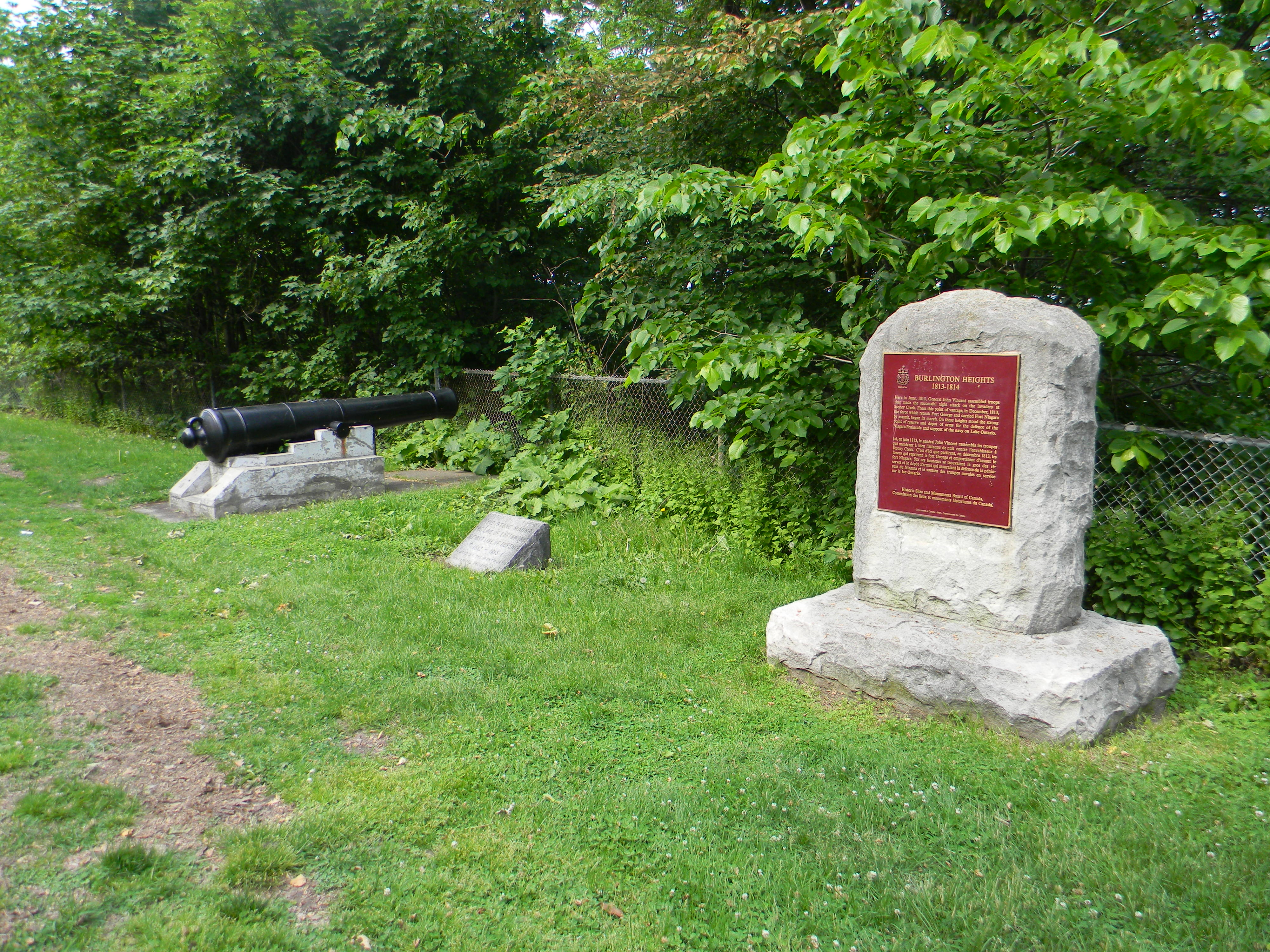
Plaque commémorative à Burlington Heights

Burlington Heights est un lieu historique situé en bordure du lac Ontario, à Hamilton.
Ce promontoire a été désigné lieu historique national du Canada en 1929.
Il s'élève à 30 m au-dessus du niveau du lac. Il est composé de parcs, d'un cimetière et d'un jardin botanique.
Pendant la guerre anglo-américaine de 1812, c'était une position stratégique pour la défense de la péninsule du Niagara. Le lieu a servi de point de rassemblement pour les forces britanniques avant l'attaque de Stoney Creek en juin 1813.